# ريتشارد جونز (قائد فرقة)
ريتشارد جونز (بالإنجليزية: Richard M. Jones)‏ (و. 1892 – 1945 م) هو قائد فرقة ‏، وملحن، وموزع (موسيقى)، وعازف جاز، وعازف بيانو، ومنتج أسطوانات أمريكي، يستخدم آلات بيانو، توفي في شيكاغو، عن عمر يناهز 53 عاماً.

## وصلات خارجية
- ريتشارد جونز على موقع IMDb (الإنجليزية)
- ريتشارد جونز على موقع ميوزك برينز (الإنجليزية)
- ريتشارد جونز على موقع أول ميوزيك (الإنجليزية)
- ريتشارد جونز على موقع ديسكوغز (الإنجليزية)

- ريتشارد جونز في قاعدة بيانات الأفلام على الإنترنت